# Bitwa w Zatoce Milne’a
Bitwa w Zatoce Milne’a, w historiografii japońskiej znana jako operacja RE lub bitwa pod Rabi (ラビの戦い, Rabi no tatakai lub ミルン湾の戦い, Mirun-wan no tatakai) – bitwa II wojny światowej na Pacyfiku, stoczona w dniach 25 sierpnia – 7 września 1942 roku.
Oddziały japońskiej piechoty morskiej, znane jako Kaigun Tokubetsu Rikusentai (Piechota Morska Japońskiej Cesarskiej Marynarki Wojennej), z dwoma małymi czołgami zaatakowały alianckie lotniska w Zatoce Milne’a, na wschodnim krańcu Nowej Gwinei. Z powodu słabej pracy wywiadu Japończycy nie docenili liczebności garnizonu, głównie australijskiego, i wierząc, że lotniska są bronione tylko przez dwie lub trzy kompanie, wylądowali 25 sierpnia 1942 roku siłą mniej więcej wielkości jednego batalionu. Alianci, ostrzeżeni przez własny wywiad, dzięki systemowi Ultra dekodującemu łączność radiową, znacznie wzmocnili swój garnizon.
Pomimo niepowodzenia na samym początku operacji, kiedy część małych japońskich sił inwazyjnych podczas próby lądowania za australijskimi pozycjami została zniszczona przez samoloty Royal Australian Air Force, Japończycy szybko przebili się w głąb lądu i zaczęli posuwać się w kierunku lotniska. Rozgorzały ciężkie walki, gdy atakujący napotkali oddziały australijskiej milicji, które utworzyły pierwszą linię obrony. Oddziały te były systematycznie wypierane, lecz Australijczycy wysłali do przodu jednostki złożone z doświadczonych żołnierzy Second Australian Imperial Force, których Japończycy się nie spodziewali. Przewaga powietrzna aliantów pomogła przechylić szalę zwycięstwa na swoją korzyść, zapewniając bezpośrednie wsparcie walczącym żołnierzom i atakując japońską logistykę. Japończycy, stwierdziwszy, że nieprzyjaciel ma przewagę liczebną, a im brakuje zapasów i ponoszą ciężkie straty, wycofali swoje siły z Zatoki Milne’a, kończąc walkę 7 września 1942 roku.
Bitwa ta jest często opisywana jako pierwsza duża bitwa wojny na Pacyfiku, w której wojska alianckie zdecydowanie pokonały japońskie siły lądowe. Chociaż japońskie wojska lądowe od początku wojny kilkakrotnie doświadczyły już lokalnych niepowodzeń na innych wyspach Pacyfiku, to w przeciwieństwie do Zatoki Milne’a, te wcześniejsze działania nie zmusiły ich do całkowitego wycofania się i porzucenia strategicznego celu. Nie wywarły też tak głębokiego wpływu na myśli i poglądy aliantów na temat Japończyków, ani na ich perspektywy zwycięstwa. Starcie w zatoce pokazało granice japońskich możliwości ekspansji w obliczu coraz większej koncentracji wojsk alianckich i ich wsparciu powietrznemu. W wyniku bitwy morale aliantów wzrosło, a Zatoka Milne’a przekształciła się w główną bazę aliancką, która była wykorzystywana do prowadzenia kolejnych operacji w regionie.

## Tło sytuacyjne

### Geografia
Zatoka Milne’a to osłonięta zatoka o powierzchni 250 km² na wschodnim krańcu Terytorium Papui (obecnie część Papui-Nowej Gwinei). Ma 35 km długości i 16 km szerokości i jest wystarczająco głęboka, aby mogły do niej wpłynąć duże okręty. Obszar przybrzeżny jest płaski, z dobrymi podejściami do lądowania, a zatem nadaje się pod budowę lotnisk, chociaż przecina go wiele dopływów rzek i bagien namorzynowych. Ze względu na bagniste tereny i duże opady deszczu, około 5100 mm rocznie, obszar ten jest podatny na występowanie malarii i powodzie. Po powodziach równiny przybrzeżne stają się „praktycznie nieprzekraczalnymi grzęzawiskami kleistego mułu”, a grunt czasowo nie nadaje się pod zabudowę. Zatoka jest ograniczona od północy i południa przez pasmo górskie Stirling, którego niektóre szczyty wznoszą się na wysokość 910–1520 metrów i są pokryte trawą kunai oraz gęstymi zaroślami. Główny obszar twardego gruntu, nadającego się pod budowę i zagospodarowanie, znajduje się bezpośrednio w głębi zatoki. W 1942 roku obszar ten był zajęty przez plantacje olejowca, kokosów i kakaowców, a także szereg pirsów i wiosek, połączonych tym, co mjr Sydney Elliott-Smith z Australian New Guinea Administrative Unit (ANGAU) opisał jako „skromny system «dróg»”, który w rzeczywistości był jedynie drogą gruntową o szerokości 10–12 metrów. Obszar był słabo zaludniony, chociaż wzdłuż powyższej trasy leżało kilka niewielkich wiosek. Najdalej na wschód znajdowała się Ahioma i razem z Gili Gili na zachodzie graniczyła z wioskami Lilihoa, Waga Waga, Goroni, KB Mission, Rabi i Kilarbo.

### Sytuacja militarna
Japońska ofensywa w rejonie Pacyfiku rozpoczęła się na początku grudnia 1941 roku od ataków na siły brytyjskie i Wspólnoty Narodów w bitwie o Hongkong i kampanii malajskiej, a także na amerykańską Flotę Pacyfiku, której część okrętów została zatopiona w Pearl Harbor. Japończycy szybko posunęli się na południe, pokonując opór na Malajach, zdobywając Singapur w lutym 1942 roku oraz zajmując Timor, Rabaul i Holenderskie Indie Wschodnie. Podczas gdy japońska operacja morska mająca na celu zdobycie Port Moresby została powstrzymana w maju 1942 roku w bitwie na Morzu Koralowym, to do tego czasu siły amerykańskie na Filipinach skapitulowały, a wojska japońskie posunęły się w kierunku Indii, zajmując Birmę.
Dlatego chociaż Japończycy zostali pokonani na Morzu Koralowym, spodziewano się kolejnej próby zdobycia Port Moresby. Naczelny Dowódca Aliantów na Obszarze Południowo-Zachodniego Pacyfiku, gen. Douglas MacArthur, zdecydował o utworzeniu baz lotniczych w celu ochrony Port Moresby. Na zachodzie zezwolił na budowę bazy lotniczej w Merauke na Nowej Gwinei. Druga, o kryptonimie „Boston”, miała powstać na wschodzie, w słabo zbadanym rejonie Abau–Mullins Harbour. Wszelkie siły japońskie zbliżające się do Port Moresby drogą morską musiałyby przepłynąć obok tych baz, co umożliwiłoby ich wcześniejsze wykrycie i zaatakowanie; ale baza na wschodzie miała też inne zalety. Bombowce lecące na misje do Rabaulu i innych baz japońskich na północ od tego miejsca nie musiałyby wtedy przelatywać nad pasmem Gór Owena Stanleya, narażając się na kaprysy pogody oraz zawirowania powietrza nad górami. Z tego powodu pożądane było lądowisko odpowiednie dla ciężkich bombowców, na które mogły się przenieść maszyny z Port Moresby i baz w północnej Australii.
Naczelny Dowódca Alianckich Sił Lądowych, gen. Thomas Blamey, 24 maja wybrał jednostki, które miały wejść w skład garnizonu „Boston”. Żołnierze zostali poinformowani, że ich misją jest jedynie obrona przed japońską inwazją, a w przypadku ataku przeważających sił zniszczą wszystko, co ma jakąkolwiek wartość, i wycofają się. Projekt „Boston” nie powiódł się, ponieważ rekonesans wybranego obszaru zakończył się niekorzystnym raportem, a Elliott-Smith zasugerował Zatokę Milne’a jako bardziej odpowiednie miejsce na lotnisko. Grupa dwunastu Amerykanów i Australijczyków wyruszyła 8 czerwca na eksplorację tej zatoki w łodzi latającej Catalina. Byli pod wrażeniem płaskich terenów, dróg i pirsów, które ułatwiłyby budowę bazy lotniczej. Po otrzymaniu pozytywnego raportu od zespołu zwiadowczego, Kwatera Główna MacArthura odwołała projekt „Boston” 11 czerwca i zastąpiła go Zatoką Milne’a. Miejsce to otrzymało kryptonim „Fall River”. Użycie realnej nazwy geograficznej jako kodowej nie okazało się jednak rozsądne, ponieważ niektóre zapasy zostały omyłkowo wysłane do prawdziwego Fall River w stanie Massachusetts.

## Preludium

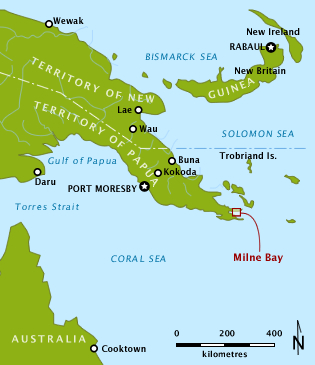
Położenie Zatoki Milne’a na terytorium Papui, 1942

### Alianci
Pierwsze oddziały przybyły do Zatoki Milne’a z Port Moresby na holenderskich statkach KPM „Karsik” i „Bontekoe”, eskortowane przez slup HMAS „Warrego” i korwetę HMAS „Ballarat” 25 czerwca. „Karsik” przycumował do prowizorycznego nabrzeża pontonowego, pospiesznie zbudowanego z beczek po benzynie przez papuańskich robotników zwerbowanych przez ANGAU, którzy następnie pomagali w rozładunku statków. W skład przybyłych sił wchodziło dwie i pół kompanii oraz pluton karabinów maszynowych z 55. batalionu 14 Brygady Piechoty, 9. lekka bateria przeciwlotnicza z ośmioma działami Bofors 40 mm, pluton amerykańskiego 101. batalionu artylerii nadbrzeżnej z ośmioma karabinami maszynowymi kalibru .50 i dwa działa przeciwlotnicze 3,7 cala z 23. ciężkiej baterii przeciwlotniczej. Kompania E z 46. batalionu inżynieryjnego Korpusu Inżynierów Armii Stanów Zjednoczonych przybyła na Bontekoe ze sprzętem do budowy bazy lotniczej. Około 29 statków holenderskiej sieci cywilnej Koninklijke Paketvaart-Maatschappij (KPM) uciekło do Australii po upadku Holenderskich Indii Wschodnich. Były one obsadzone przez holenderskie i jawajskie załogi oraz zapewniały „linię życia” dla garnizonu w Zatoce Milne’a, wykonując mniej więcej dwie trzecie rejsów zaopatrzeniowych podczas bitwy; pozostałą część stanowiły jednostki australijskie, brytyjskie i amerykańskie. Pięć statków KPM zostało zatopionych podczas walk w Papui.
Prace na pierwszym lotnisku, które stało się znane jako pas startowy nr 1, rozpoczęły się 8 czerwca, a obszar w pobliżu wioski Gili Gili został oczyszczony przez papuaskich robotników pod nadzorem ANGAU i personelu amerykańskiego 96. samodzielnego batalionu inżynieryjnego. Kompania E z 46. batalionu inżynieryjnego przyłączyła się do prac 30 czerwca. Oprócz pasa startowego żołnierze musieli zbudować zakamuflowane, rozproszone miejsca postojowe dla 32 myśliwców, drogi kołowania i kwatery dla 500 ludzi. Aby zapewnić zaopatrzenie dla bazy i garnizonu, jeden pluton skierowano do pracy nad dokami i drogami. Chociaż kanały w Zatoce Milne’a umożliwiały statkom o dużym zanurzeniu zbliżanie się na odległość 12 metrów od brzegu, musiały one być rozładowywane poprzez pontony, a zapasy ręcznie przenoszone na pojazdy, co było pracochłonnym procesem.
Pierwsze trzy Kittyhawki z 76 Dywizjonu RAAF wylądowały na lotnisku 22 lipca, a dodatkowe samoloty z 76 i 75 Dywizjonu RAAF przybyły 25 lipca. Baza była pierwotnie planowana tylko dla jednego dywizjonu myśliwskiego, lądowanie było możliwe tylko na  wyłożonej matą utwardzającą części pasa startowego o powierzchni 5000 na 80 stóp (1524 na 24 metry), na której i tak często gromadziła się woda. Lądujące samoloty rozchlapywały wodę, wpadały w poślizg, czasami tak silny, że zjeżdżały z pasa startowego i grzęzły w błocie; do odkopywania i holowania ich na stosunkowo suchy grunt angażowano, oprócz personelu naziemnego, każdego, kto był w stanie pomóc.

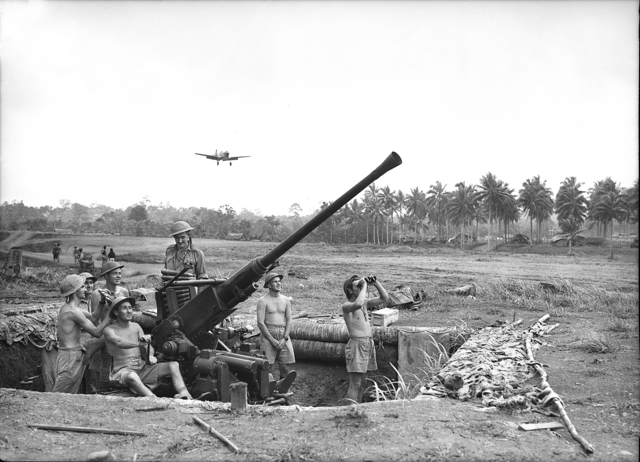
Kittyhawk ląduje na pierwszym pasie startowym, strzeżony przez 40-milimetrowe działo przeciwlotnicze Bofors z 2/9. lekkiej baterii przeciwlotniczej

Gdy już działało lotnisko nr 1, rozpoczęto prace przy dwóch kolejnych lotniskach. Z terenu lądowiska nr 2 usunięto około 5 tysięcy palm kokosowych, a następnie teren został wyrównany, lecz jego wykorzystanie wymagało najpierw budowy co najmniej dwóch mostów o długości 18 m, więc prace przeniesiono na lądowisko nr 3 w pobliżu Kilarbo. Jego budowy podjął się 2. batalion inżynieryjny (bez kompanii E), który przybył 4 sierpnia. Tego dnia japońskie samoloty zaczęły bombardować i ostrzeliwać Zatokę Milne’a, skupiając się na atakowaniu lotnisk i inżynierów podczas ich pracy. Cztery Zera i bombowiec nurkujący zaatakowały lądowisko nr 1. Jeden Kittyhawk został zniszczony na ziemi, lecz drugi Kittyhawk z 76 Dywizjonu zestrzelił bombowiec nurkujący. Następnie Australijczycy stworzyli system radarowy zapewniający wczesne ostrzeganie. 11 sierpnia 22 Kittyhawki przechwyciły 12 Zero. Pomimo przewagi liczebnej Australijczycy stracili trzy maszyny, twierdząc, że zestrzelili cztery japońskie Zera.
11 lipca oddziały 7 Brygady Piechoty pod dowództwem bryg. Johna Fielda zaczęły przybywać, aby wzmocnić garnizon. Brygada składała się z trzech batalionów milicji z Queensland: 9, 25 i 61. batalionu piechoty. Przywieźli ze sobą działa 4. baterii 101 Pułku Przeciwpancernego, 2/6. ciężkiej baterii przeciwlotniczej i 2/9. lekkiej baterii przeciwlotniczej, a także pierwszą australijską jednostkę inżynieryjną, 24. kompanię polową. Field przejął dowodzenie nad Milne Force, grupą bojową, która miała objąć wszystkie alianckie siły powietrzne, lądowe i morskie na tym obszarze, ale tylko wtedy, gdy atak był nieuchronny. Odpowiadał bezpośrednio przed dowództwem alianckich sił lądowych Blameya w Brisbane, a nie do komendą Sił Nowej Gwinei w Port Moresby. Jego najpilniejsze zadania miały charakter inżynieryjny. Podczas gdy amerykańscy inżynierowie budowali lądowiska i nabrzeża, Australijczycy pracowali przy drogach i kwaterach. Niewielką grupę saperów musiała wspierać piechota i papuascy robotnicy.
Chociaż wiadomo było, że malaria występuje endemicznie w rejonie Zatoki Milne’a, środki ostrożności podjęte przeciwko tej chorobie były chaotyczne i mocno przypadkowe. Żołnierze nosili szorty  i podwijali rękawy. Ich krem przeciwko komarom był nieskuteczny, brakowało chininy, a wielu ludzi przybyło bez moskitier, które zostały schowane głęboko w ładowniach statków i trzeba było poczekać kilka dni na ich wyładowanie. Przepisano dzienną dawkę 0,65 g chininy, ale żołnierzom Fielda zalecono, aby jej nie brali, dopóki nie spędzą w okolicy tygodnia. Przez ten czas wielu z nich zostało zarażonych. Dyrektorem Medycyny w Kwaterze Głównej Sił Lądowych Aliantów był bryg. Neil Hamilton Fairley, ekspert od medycyny tropikalnej. Odwiedził on Port Moresby w czerwcu i był zaniepokojony nieskutecznością środków podjętych w celu zwalczania choroby, która, jak zdawał sobie sprawę, była w stanie zniszczyć wszystkie siły alianckie w Papui. Upewnił się, że 110 jednostka medyczna (Casualty Clearing Station) wysłana z Brisbane do Zatoki Milne’a zabrała ze sobą w pełni wyposażone laboratorium patologiczne i dużą ilość środków przeciwmalarycznych, w tym 200 tys. dawek chininy. Jednak część sprzętu zaginęła lub uległa zniszczeniu podczas transportu, a zagrożenie malarią wciąż jeszcze nie zostało właściwie ocenione w Zatoce Milne’a.

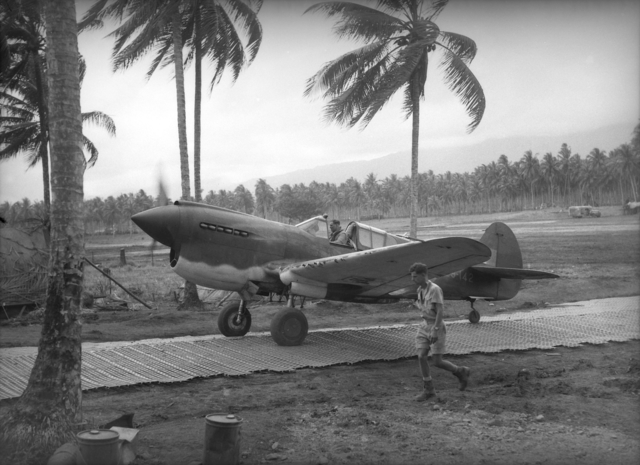
Squadron Leader Keith „Bluey” Truscott, dowódca 76 Dywizjonu RAAF, kołujący na pasie startowym, wrzesień 1942

Kompanie 55. batalionu piechoty były już poważnie dotknięte malarią i innymi chorobami tropikalnymi, dlatego zostały wycofane i odesłane z powrotem do Port Moresby na początku sierpnia, ale garnizon został dodatkowo wzmocniony oddziałami Second Australian Imperial Force w postaci 18 Brygady Piechoty brygadiera George'a Woottena ze składu 7 Dywizji, która zaczęła przybywać 12 sierpnia, choć miała zakończyć relokację dopiero 21 sierpnia. Ta doświadczona brygada, która walczyła podczas oblężenia Tobruku w Afryce Północnej, składała się z 2/9., 2/10. i 2/12. batalionu piechoty. Wsparcie przeciwlotnicze i artyleryjskie zapewniały 9. bateria 2/3 Pułku Lekkich Dział Przeciwlotniczych, amerykańska 709. bateria przeciwlotnicza i 9. bateria 2/5 Pułku Polowego, a różne oddziały sygnalizacyjne i logistyczne zapewniały dalsze wsparcie.
Mając teraz dwie brygady w Zatoce Milne’a, gen. mjr Cyril Clowes został wyznaczony do dowodzenia Milne Force, które w dniu 12 sierpnia znalazły się pod kontrolą Sił Nowej Gwinei, obecnie dowodzonych przez gen. por. Sydneya Rowella. Dowództwo Clowesa powstało w Sydney pod koniec lipca i zostało przetransportowane do zatoki Milne. Clowes przybył z częścią swojego personelu 13 sierpnia, ale musiał czekać do przybycia reszty, zanim mógł formalnie objąć dowództwo nad Milne Force 22 sierpnia. W tym czasie w Zatoce Milne’a było już 7 459 australijskich i 1365 amerykańskich żołnierzy, z których około 4500 służyło w piechocie. Było tam również około 600 osób z personelu RAAF.
Clowes wyznaczył niedoświadczonej 7 Brygadzie Piechoty rolę obronną, aby strzegła kluczowych punktów wokół Zatoki Milne’a przed atakiem z morza lub z powietrza, i utrzymywał doświadczoną 18 Brygadę Piechoty w rezerwie, gotową do kontrataku. Z powodu braku dokładnych map i zawodności sprzętu sygnalizacyjnego w miejscowych warunkach, australijski system dowodzenia i kontroli opierał się głównie na telefonach kablowych, a tam, gdzie nie było wystarczającej sieci – na gońcach. Miękka nawierzchnia utrudniała poruszanie się po drogach pojazdami, a nawet pieszo.

### Plany japońskie
Japońskie samoloty dość szybko odkryły obecność aliantów w Zatoce Milne’a, co zostało ocenione jako wyraźne zagrożenie dla japońskich planów kolejnego natarcia morskiego na Port Moresby, które miało rozpocząć się lądowaniem na wyspie Samarai w Cieśninie Chińskiej, niedaleko Zatoki Milne’a. 31 lipca dowódca japońskiej XVII Armii, gen. por. Harukichi Hyakutake, zażądał, aby 8 Flota wiceadm. Gun’ichiego Mikawy zajęła zamiast tego nową bazę aliantów w Zatoce Milne’a. Dlatego Mikawa zmienił swoje plany dotyczące operacji i zastąpił zdobycie Samarai lądowaniem w Zatoce Milne’a, które otrzymało nazwę kodową RE i zostało zaplanowane na połowę sierpnia. Operacja RE otrzymała wysoki priorytet po tym, jak samoloty z 25 Flotylli Powietrznej odkryły nowe lotniska w zatoce Milne 4 sierpnia, ale została następnie przełożona z powodu amerykańskiego lądowania na Guadalcanal 7 sierpnia.

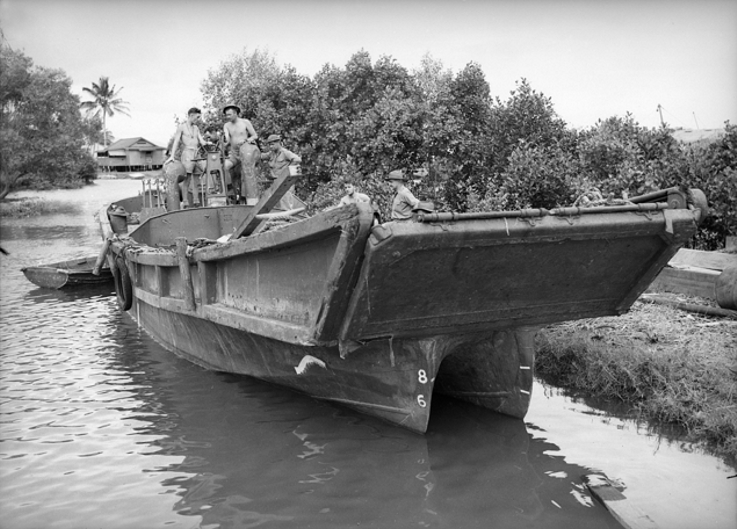
Jedna z japońskich barek po bitwie. Żłobkowane dno umożliwia łatwe wycofanie barki z plaży

Przyjmując błędne przekonanie, że lotniska były bronione tylko przez dwie lub trzy kompanie australijskiej piechoty (300–600 żołnierzy), początkowe japońskie siły szturmowe wynosiły jedynie około 1250 osób. Cesarska Armia Japońska nie chciała przeprowadzić tej operacji, ponieważ obawiała się, że barki desantowe wysłane w ten obszar zostaną zaatakowane przez alianckie samoloty. Po kłótni między oficerami armii a Cesarskiej Marynarki Wojennej Japonii uzgodniono, że to marynarka będzie odpowiedzialna za lądowanie. W rezultacie siły szturmowe zostały pozyskane z japońskiej piechoty morskiej, znanej jako Kaigun Rikusentai (Piechota Morska Japońskiej Cesarskiej Marynarki Wojennej). Około 612 żołnierzy z 5. batalionu Kure Piechoty Morskiej Japońskiej Cesarskiej Marynarki Wojennej, dowodzonych przez Masajirō Hayashiego, miało wylądować na wschodnim wybrzeżu w pobliżu punktu określonego przez Japończyków jako „Rabi”, wraz ze 197 żołnierzami z 5. batalionu Sasebo, dowodzonymi przez por. Fujikawę. Planowano, że dalszych 350 członków personelu z 10. batalionu Piechoty Morskiej Japońskiej Cesarskiej Marynarki Wojennej, wraz ze 100 żołnierzami z 2 Jednostki Przeciwlotniczej, wyląduje barką na północnym wybrzeżu półwyspu w Taupocie, nad zatoką Goodenough, skąd miałby uderzyć ponad Stirling Range, by zaatakować Australijczyków od tyłu. Po bitwie szef sztabu Japońskiej Połączonej Floty, wiceadm. Matome Ugaki, ocenił, że siły desantowe nie były zbyt silne, ponieważ zawierały wielu żołnierzy w wieku od 30 do 35 lat, którzy nie byli w pełni sprawni i mieli „podrzędnego ducha walki”. Wsparcie morskie miał zapewnić 18 Dywizjon Krążowników pod dowództwem kontradm. Mitsuharu Matsuyamy. Japończycy mieli początkową przewagę w postaci posiadania dwóch lekkich czołgów Typ 95 Ha-Go. Jednak po początkowym ataku czołgi te utknęły w błocie i zostały porzucone. Mieli także kontrolę nad morzem w nocy, zapewniając sobie możliwość wzmocnienia swoich sił i w razie potrzeby ewakuacji.

### Przewaga wywiadowcza aliantów
Na przekór japońskiej przewadze taktycznej, alianci cieszyli się strategiczną przewagą posiadania lepszych informacji wywiadowczych na temat planów japońskich. Japończycy bardzo mało wiedzieli o siłach alianckich w Zatoce Milne’a, podczas gdy alianci otrzymali z wyprzedzeniem ostrzeżenie, że Japończycy planują inwazję. W połowie lipca szyfranci pracujący pod dowództwem Erica Nave'a poinformowali MacArthura, że pod koniec sierpnia Japończycy planują zaatakować Zatokę Milne’a. Dostarczyli szczegółowych informacji na temat liczby żołnierzy, których można się spodziewać, jednostek, które będą zaangażowane w walkę, ich standardu wyszkolenia oraz nazw okrętów, które Japończycy przydzielili do operacji. Zastępca szefa sztabu wywiadu MacArthura, gen. bryg. Charles A. Willoughby, przewidział reakcję Japończyków na pojawienie się Milne Force i zinterpretował japońskie rozpoznanie lotnicze 4 sierpnia jako zapowiedź ataku. Po tym, jak służby wywiadowcze alianckich sił morskich, w ramach systemu Ultra, który obejmował prace nad wieloma rozszyfrowanymi kodami, w tym japońskim kodem morskim JN-25, odczytały wiadomość, o tym, że japońskie okręty podwodne zostały skierowane do ubezpieczenia podejść do Zatoki Milne’a; Willoughby przewidział, że atak jest nieuchronny. W odpowiedzi MacArthur przerzucił 18 Brygadę Piechoty do Zatoki Milne’a. Gen. mjr George Kenney, dowódca alianckich sił powietrznych, rozkazał zwiększyć częstotliwość patroli powietrznych nad prawdopodobnymi trasami japońskich sił inwazyjnych. Nakazał również prewencyjne naloty na japońskie lotniska pod Buna w dniach 24 i 25 sierpnia, co zmniejszyło liczbę japońskich myśliwców dostępnych do wsparcia ataku na Zatokę Milne’a do zaledwie sześciu.

## Bitwa

### Pierwsze lądowanie

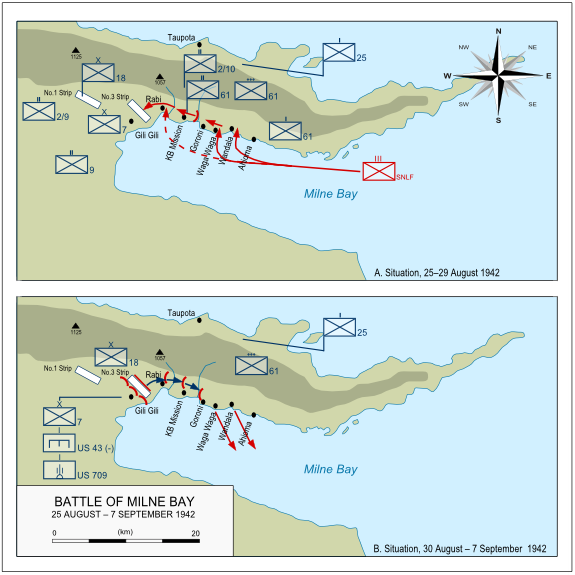
Bitwa nad Zatoką Milne’a 25 sierpnia – 7 września 1942

W dniach 23 i 24 sierpnia samoloty japońskiej 25 Flotylli Powietrznej przeprowadziły bombardowanie przygotowawcze wokół lotniska Rabi. Główne japońskie siły inwazyjne opuściły Rabaul 24 sierpnia pod dowództwem Matsuyamy, o godz. 7:00. Flota składała się z dwóch lekkich krążowników: „Tenryū” i „Tatsuta”, a także trzech niszczycieli: „Urakaze”, „Tanikaze” i „Hamakaze” we współpracy z transportowcami „Nankai Maru” i „Kinai Maru” oraz ścigaczami okrętów podwodnych „CH-22” i „CH-24”.
O 8:30 24 sierpnia kwatera dowodzenia w Zatoce Milne’a została zaalarmowana przez bombowiec RAAF Hudson operujący w pobliżu wyspy Kitava, niedaleko Wysp Trobrianda, a także obserwatorów wybrzeża, że japoński konwój zbliża się do obszaru zatoki. HMAS „Arunta” – eskortując transportowiec SS „Tasman” – opuścił obszar Zatoki Milne’a i popłynął do Port Moresby po otrzymaniu informacji o siłach inwazyjnych. W tym czasie otrzymano również raporty o drugim japońskim konwoju, składającym się z siedmiu barek, który wypłynął z Buna, przenosząc siły przeznaczone do lądowania w Taupocie. W odpowiedzi na tę obserwację, po ustąpieniu początkowo złej pogody, w południe wystartowało 12 Kittyhawków. Barki zostały zauważone na plaży w pobliżu Wyspy Goodenough’a, gdzie 350 żołnierzy 5. batalionu Sasebo, dowodzonych przez Tsukiokę, zeszło na brzeg, by odpocząć. Australijscy piloci przystąpili następnie do ostrzeliwania barek i w ciągu dwóch godzin zniszczyli je wszystkie, więżąc Japończyków na wyspie.
Po początkowej obserwacji główne siły inwazyjne, składające się z okrętów osłony i dwóch transportowców, pozostawały nieuchwytne do rana 25 sierpnia. Aby je przechwycić, wysłano amerykańskie B-17 z baz w Mareeba i Charters Towers w stanie Queensland, ale nie były one w stanie ukończyć misji ze względu na pogorszenie pogody. Później po południu kilka Kittyhawków i jeden bombowiec Hudson ostrzelały konwój i próbowały zbombardować transportowce bombami o masie 110 kg w pobliżu wyspy Rabi. Uczyniły tylko ograniczone szkody w konwoju, żaden okręt nie został zatopiony. Następnie, w związku z wycofaniem jedynej morskiej obecności aliantów w tym rejonie – „Arunta” i „Tasmana” – wysłano statek RAAFu, które miał pełnić wartę w zatoce i ostrzec przed zbliżającym się Japończykami.
W międzyczasie Clowes postanowił skrócić swoje linie i nakazał kompanii D 61. batalionu piechoty, która została wysłana do Akiomy na wschodzie, aby wycofała się za kompanię B w KB Mission i przeniosła się na lądowisko nr 3 w Gili Gili. Jednak brak jednostek pływających spowodował opóźnienie wyjścia kompanii D do wieczora 25 sierpnia po zarekwirowaniu trzech lugrów „Bronzewing”, „Elevala” i „Dadosee”. Około godz. 22:30 główne siły japońskie, składające się z ponad tysiąca ludzi i dwóch czołgów Typu 95, dotarły na ląd w pobliżu Waga Waga, na północnym brzegu zatoki. Z powodu błędu w nawigacji dotarli do brzegu około 3 km na wschód od miejsca, w którym zamierzali wylądować, oddalając się od celu. Niemniej jednak szybko wysłali patrole, aby zabezpieczyć obszar, wyłapując okolicznych wieśniaków i tworząc przyczółek.
Później tego samego wieczora dwa małe statki, których kompania D używała do wycofania się na Gili Gili, napotkały japońskie siły desantowe. Podczas chaotycznej strzelaniny jeden ze statków – „Elevala” – został zmuszony do przybicia do plaży, a jego pasażerowie do powrotu do dżungli na piechotę, ostatecznie osiągając Gili Gili jakiś czas później; „Bronzewing” został przedziurawiony, a 11 żołnierzy na nim zginęło w walce lub zostało zamordowanych przez Japończyków po schwytaniu.

### Japońskie natarcie w głąb lądu
O świcie 26 sierpnia, posuwając się na zachód wzdłuż wybrzeża przy wsparciu pancernym, Japończycy osiągnęli główną pozycję obsadzoną przez żołnierzy z kompanii B 61. batalionu piechoty, wokół KB Mission. Japońskie siły maszerowały skrajem dżungli wzdłuż przybrzeżnej ścieżki, z dwoma lekkimi czołgami na czele. Chociaż brakowało im broni przeciwpancernej, Australijczycy byli w stanie odeprzeć japoński atak. Na tym etapie Japończycy ponieśli poważną porażkę, gdy ich obszar bazy został dotkliwie zaatakowany w ciągu dnia przez Kittyhawki RAAF-u i jednego Hudsona, wraz z B-25, B-26 i B-17 z amerykańskiej 5 Armii Powietrznej. W wyniku ataku zginęła pewna liczba żołnierzy japońskich, a duża ilość zapasów uległa zniszczeniu, podobnie jak wiele barek desantowych, które zostały wyrzucone na brzeg w pobliżu KB Mission. Oprócz poważnych utrudnień dla japońskiego systemu zaopatrzeniowego, zniszczenie barek desantowych uniemożliwiło również ich użycie do oskrzydlenia australijskich batalionów. Japończycy nie mieli żadnej osłony powietrznej, ponieważ myśliwce stacjonujące pod Buna, które miały patrolować Zatokę Milne’a, zostały zestrzelone przez myśliwce alianckie wkrótce po ich starcie, a inne samoloty stacjonujące w Rabaulu zostały zmuszone do zawrócenia z powodu złej pogody.
Mimo to Japończycy przez cały dzień napierali na pozycje 61. batalionu piechoty. Field, który był dowódcą w tym rejonie, postanowił wysłać dwa plutony z 25. batalionu piechoty, aby zapewnić mu wsparcie. Później wysłano także pozostałe dwie kompanie strzeleckie z 61. batalionu wraz z plutonem moździerzy. Błotniste ścieżki nie pozwoliły Australijczykom podciągnąć dział przeciwpancernych na pozycje; by załatać dziurę w obronie przeciwpancernej, do wysuniętych jednostek dostarczono lepkie bomby i miny przeciwpancerne. O 16:45, przy wsparciu z powietrza i artylerii, Australijczycy przypuścili niewielki atak na japońskie wysunięte pozycje, które znajdowały się około 550 m na wschód od misji, spychając Japończyków do tyłu o dalsze 180 metrów. Jednak zmęczeni całodziennymi walkami wycofali się do Motieau, na zachód od misji.

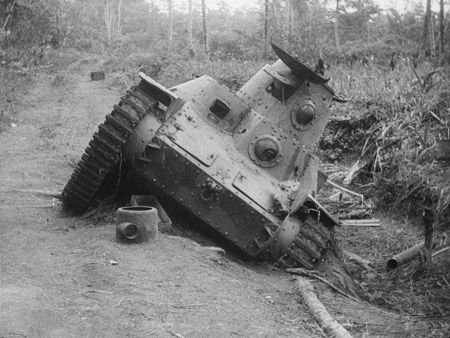
Japoński czołg Typ 95 Ha-Go w pobliżu wioski Rabi, ugrzęźnięty w błocie i porzucony przez załogę

Australijczycy próbowali następnie oderwać się od wroga i wycofać się w kierunku potoku, gdzie mieli nadzieję ustanowić linię obronną, gdy nadejdzie ciemność. Japończycy jednak pozostawali w bliskim kontakcie z Australijczykami, nękając ich tylne elementy. Żołnierze kompanii B starali się następnie skonsolidować swoje pozycję, podczas gdy 2/10. batalion piechoty przygotowywał się do wyruszenia na wschód w kierunku Ahiomy, przechodząc przez linie 25. i 61. batalionu piechoty. Wczesnym wieczorem japońskie okręty ostrzeliwały australijskie pozycje, a później, o godz. 22:00, Japończycy przypuścili ciężki atak na Australijczyków, który trwał z przerwami przez całą noc. O 4:00 rano następnego ranka Japończycy zaczęli stosować techniki infiltracji i oszustwa, aby oskrzydlić australijskie pozycje. Przewidując atak pancerny o świcie, Australijczycy wycofali się z powrotem nad rzekę Gama, która znajdowała się 1,6 km na zachód. W nocy niszczyciel „Hamakaze” wszedł do zatoki, aby nawiązać kontakt z wojskami japońskimi i dostarczyć im zaopatrzenie. Siły desantowe nie miały kontaktu radiowego od godz. 14:00, a niszczyciel nie był w stanie go nawiązać ani za pomocą radia, ani urządzeń do sygnalizacji wizualnej. W rezultacie „Hamakaze” opuścił zatokę Milne o 2:30 w nocy, nie wyładowawszy żadnych zapasów.
Krótko po świcie, japońskie siły powietrzne składające się z ośmiu bombowców nurkujących z eskortą 12 myśliwców Zero zaatakowało lotnisko w Gili Gili powodując jednak niewielkie uszkodzenia. Jeden z atakujących samolotów został zestrzelony. W międzyczasie, wokół misji, gdy Japończycy rozpoznawali pozycje australijskie, 2/10. batalion piechoty, składający się z zaledwie 420 żołnierzy, został wysłany nad rzekę Gama przez Clowesa. Ta operacja była źle zaplanowana i nie miała jasnego celu; została uruchomiona jako zarówno rekonesans, jak i kontratak, ale przekształciła się w próbę ustanowienia pozycji blokującej w KB Mission. Co więcej, podczas gdy Australijczycy nie znali siły, ani zamiarów Japończyków, żadna siła nie byłaby w stanie wzmocnić batalionu po wyjściu poza główne linie obronne w pobliżu pasów startowych. Przednie patrole 2/10. nawiązały kontakt z 61. batalionem piechoty 27 sierpnia około godziny 10:30 i po przybyciu około godz. 17:00 rozpoczęły konsolidowanie pozycji; dysponując jedynie ograniczonymi narzędziami do okopania się. Zadanie uznane zostało za trudne. W tym momencie żołnierze 25. i 61. batalionu otrzymali rozkaz wycofania się, po stracie 18 zabitych i kolejnych 18 rannych, przy czym nieznana liczba żołnierzy zaginęła w akcji.
O godz. 20:00 Japończycy wysłali na plantację dwa czołgi Typ 95 z jasnymi reflektorami. Żołnierze 2/10. batalionu próbowali je unieszkodliwić lepkimi bombami, ale z powodu dużej wilgoci w powietrzu bomby nie przylepiały się do pancerza pojazdów. W walkach, które trwały przez dwie i pół godziny, Australijczycy ponieśli ciężkie straty. Otrzymując pośrednie wsparcie ogniowe z 25-funtowych dział 2/5 Pułku Polowego, usytuowanych w pobliżu Gili Gili, odparli cztery ataki frontalne. Jednak do północy Japończycy znaleźli się na pozycjach australijskich i w zamieszaniu 2/10. batalion wycofał się na kilka rozproszonych pozycji na zachodnim brzegu Gamy, do których dotarł około 2:00 w nocy 28 sierpnia. Jednak dalszy atak piechoty i czołgów zmusił ich do odwrotu z powrotem przez pozycje 61. i 25. batalionu piechoty w kierunku budowanego lądowiska nr 3, na południe od Kilarbo. Podczas krótkiej walki wokół KB Mission stracili 43 zabitych i 26 rannych.
Gdy 2/10. batalion wycofał się, 25. batalion piechoty, który ruszył naprzód z Gili Gili, aby odciążyć 61. batalion, rozlokował się wokół pasa startowego oraz w Rabi, Duira Creek i Kilarbo, kładąc miny w kluczowych lokalizacjach. Lądowisko okazało się doskonałą lokalizacją obronną, oferując szerokie, czyste pole ostrzału, a na jego końcu gęste błoto uniemożliwiały jakikolwiek ruch japońskim czołgom. O świcie nacierające wojska japońskie dotarły do pasa startowego i pod osłoną artylerii polowej oraz moździerzy przypuściły atak. Chociaż Australijczycy o tym nie wiedzieli, czołgi, które wspierały atak, utknęły w błocie, a następnie zostały porzucone, 29 sierpnia odkrył je australijski patrol. W międzyczasie żołnierze z 25. i 61. batalionu piechoty, wraz z Amerykanami z 709. baterii przeciwlotniczej, odparli atakującą japońską piechotę. Nastąpiły także dalsze ataki Kittyhawków i Japończycy zostali zmuszeni do wycofania się 2 km na wschód od Rabi.
Po tych wydarzeniach przez następne dwa dni panowała cisza. W tym czasie Australijczycy umocnili swoją obronę. 61. batalion piechoty, pomimo poważnego wyczerpania po poprzednich walkach, otrzymał rozkaz ponownego ustanowienia linii obronnej wokół pasa startowego, a następnie został rozlokowany wokół Stephen's Ridge, wiążąc się z pozycjami 25. batalionu między wybrzeżem a Wehria Creek. Wsparcie ogniowe zapewniały moździerze z 25. batalionu wraz z karabinami maszynowymi Vickers z 61. oraz karabinami maszynowymi kal. 30. i 50., zamontowanymi na amerykańskich pojazdach półgąsienicowych. Amerykańscy inżynierowie i strzelcy przeciwlotniczy stali się pierwszymi żołnierzami amerykańskimi, którzy wzięli udział w walce naziemnej na Nowej Gwinei.

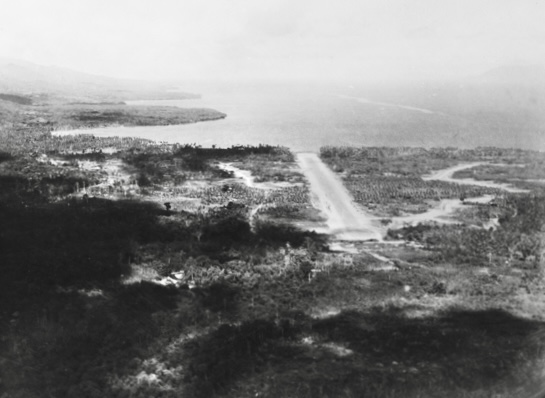
Lądowisko nr 3 z Grzbietem Stephena na pierwszym planie

Gdzie indziej 2/12. batalion piechoty zaczął posuwać się naprzód z Waigani, aby umożliwić sobie późniejsze przyłączenie się do walki w kontrataku. Jego żołnierze, wraz z 2/9. batalionem, otrzymali następnie zadanie przeprowadzenia ataku z pasa startowego nr 3 na KB Mission. W międzyczasie Japończycy również starali się przegrupować swoje siły, a Mikawa postanowił wzmocnić oddziały, które były już na lądzie. Posiłki składające się z 567 żołnierzy z 3. batalionu Kure i 200 ludzi z 5. batalionu Yokosuka opuściły Rabaul 28 sierpnia. Około godz. 16:30 patrol RAAF zauważył japoński konwój – składający się z jednego krążownika i dziewięciu niszczycieli – a następnie zgłosił to do kwatery głównej aliantów. Wierząc, że wkrótce nastąpi następne lądowanie, Clowes anulował swoje plany rozpoczęcia kontrataku z żołnierzami 18 Brygady. Wydano również rozkazy, aby 30 Kittyhawków z Gili Gili odleciało do Port Moresby, na wypadek gdyby Japończykom udało się przedrzeć na lotnisko. Do ataku jednak nie doszło i w konsekwencji wczesnym rankiem 29 sierpnia myśliwce powróciły, aczkolwiek bez dwóch samolotów, które rozbiły się podczas lotu.
Japoński konwój opuścił Waga Waga 29 sierpnia o 20:15 i rozpoczął desantowanie żołnierzy oraz wyładunek zaopatrzenia. W tym czasie okręty wojenne ostrzeliwały pozycje aliantów wokół Gili Gili i do 23:30 zakończyły lądowanie. Ostrzał nie był jednak skuteczny i nie spowodował żadnych strat. Przez cały dzień 30 sierpnia Australijczycy prowadzili operacje patrolowe, podczas gdy Japończycy przegrupowali się w dżungli, przygotowując się do ataku tej nocy.
Później tej nocy Japończycy zaczęli formować się wzdłuż trasy na wschodnim krańcu pasa startowego nr 3 nad morzem i o 3:00 nad ranem 31 sierpnia przypuścili atak. Pierwszy japoński atak na otwartym terenie, oświetlonym flarami wystrzelonymi przez Australijczyków został odparty ogniem ciężkich karabinów maszynowych i moździerzy z 25. i 61. batalionu piechoty, a także 46 Pułku Inżynieryjnego i ogniem artyleryjskim australijskiego 2/5 Pułku Polowego. Kolejne dwie szarże Banzai miał spotkać ten sam los – zostały odparte z ciężkimi stratami wśród Japończyków, w tym zabitym dowódcą Hayashim. Dowodzenie po poległym przejął Minoru Yano, który przybył z japońskimi posiłkami 29 sierpnia. Po tym, jak ocaleni z ataku przegrupowali się w martwym punkcie wokół Point Creek, poprowadził ich około 180 metrów na północ od pasa startowego, próbując oskrzydlić pozycje 61. batalionu piechoty na grzbiecie Stephena. Po wpadnięciu na pluton Australijczyków, którzy zaatakowali ich z lekkimi karabinami maszynowymi Bren, Japończycy wycofali się tuż przed świtem na sygnał trąbki. Japońscy żołnierze, którzy przetrwali ten atak, byli zszokowani ogromną siłą ognia, jaką dysponowały siły alianckie; wśród japońskich sił szturmowych zapanował chaos.

### Australijski kontratak

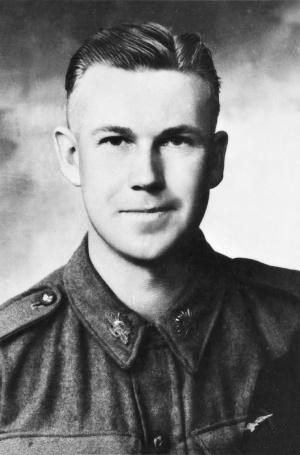
John French, Australijczyk pośmiertnie odznaczony Krzyżem Wiktorii za bohaterskie czyny w walce o Zatokę Milne’a

Wcześnie 31 sierpnia 2/12. batalion piechoty ruszył w kierunku KB Mission, z kompanią D na czele przedzierającą się przez błoto na drodze, która z powodu ulewnego deszczu i intensywnego ruchu zamieniła się w grzęzawisko. Po przejściu przez pozycje 61. batalionu piechoty, około godz. 9:00 rozpoczęli kontratak wzdłuż północnego wybrzeża zatoki Milne. Gdy tylko Australijczycy ruszyli, byli nękani przez nieprzyjacielskich snajperów i zasadzki. Napotkali także kilku japońskich żołnierzy, którzy próbowali zwabić Australijczyków blisko siebie, udając martwych. W odpowiedzi niektórzy Australijczycy dźgali bagnetami i strzelali „na wszelki wypadek” do ciał japońskich żołnierzy. W południe 9. batalion piechoty, jednostka milicji z 7 Brygady Piechoty, wysłał dwie kompanie, aby zajęły część terenu, który 2/12. batalion odzyskał wokół pasa startowego nr 3 i misji.
Powoli poruszając się naprzód pośród znacznego oporu, Australijczycy dotarli do KB Mission pod koniec dnia. Wciąż byli tam Japończycy, więc Australijczycy zaatakowali z zamocowanymi bagnetami. W brutalnej walce wręcz zginęło lub zostało rannych 60 Japończyków. Australijczycy zdołali następnie mocno wzmocnić swoją pozycję w misji. W międzyczasie dwie kompanie z 9. batalionu zajęły pozycje w Kilarbo oraz pomiędzy rzeką Gama i Homo Creek z rozkazem utworzenia pozycji blokujących, aby umożliwić 2/12. batalionowi kontynuowanie natarcia następnego ranka.
Tej nocy grupa około 300 Japończyków, którzy cofali się od czasu, gdy wpadli na 61. batalion piechoty na Grzbiecie Stephena, napotkała pozycje obsadzone przez 2/12. i 9. batalion piechoty wokół rzeki Gama. W niespodziewanym ataku Australijczycy zadali Japończykom ciężkie straty. Po bitwie Australijczycy oszacowali, że zginęło do 90 żołnierzy. Następnie Japończycy zaczęli stosować techniki infiltracji, próbując przejść przez liczne stanowiska nasłuchowe ustawione wzdłuż boku drogi, która stanowiła przód jednej strony pozycji 2/12. Batalionu. W innym miejscu, podczas misji, zaczynając od około 20:00, przeprowadzali operacje nękania, próbując odwrócić uwagę Australijczyków i pomóc ich towarzyszom w próbie przebicia się przez australijskie pozycje znad rzeki Gama. Trwało to całą noc.
Następnego ranka, 1 września, 2/12. batalion piechoty ponownie przeszedł do ataku, podczas gdy siedem Kittyhawków zaatakowało japońską kwaterę główną pod Waga Waga. W tym czasie Japończycy porzucili cel dotarcia na lotniska i zamiast tego starali się jedynie powstrzymać Australijczyków na tyle długo, aby mogli zostać ewakuowani. Ta informacja nie była jednak znana aliantom, którzy spodziewali się, że Japończycy podejmą dalsze działania ofensywne. W związku z tym 2/9. batalion, początkowo z rozkazami dołączenia do kontrataku 2/12. batalionu, został opóźniony o dodatkowy dzień po tym, jak błędny raport wywiadu z kwatery głównej MacArthura ostrzegający Clowesa o ponownym japońskim ataku zmusił go do krótkotrwałego przyjęcia bardziej obronnej postawy. Do ataku nie doszło i w efekcie 2 września 2/9. batalion został przeniesiony barką do KB Mission. Następnego dnia przejął on kontrolę od 2/12. batalionu i poprowadził australijskie natarcie. Ponieważ japońskie pozycje w Zatoce Milne’a były bliskie załamania, 2 września Yano wysłał wiadomość radiową do kwatery głównej 8 Floty, w której stwierdził: „Doszliśmy do najgorszej możliwej sytuacji. Razem spokojnie będziemy bronić naszej pozycji aż do śmierci. Modlimy się o ostateczne zwycięstwo imperium i szczęście w bitwie dla was wszystkich”.

Sierż. Arthur Traill z 2/12. batalionu pisał: 

Po drugiej stronie pasa [startowego] leżały dziesiątki martwych Japończyków [...] Kiedy nasz oficer przeszedł w awangardzie, jakiś Japończyk, najwyraźniej ranny, zawołał o pomoc. Oficer podszedł, by mu pomóc, a gdy to zrobił, Japoniec „ożył” i cisnął granatem, który zranił go w twarz. Odtąd jedynym dobrym Japońcem był [dla nas] martwy Japoniec i chociaż przez całą kampanię jeszcze wielokrotnie próbowali tej samej sztuczki, zawsze wysyłaliśmy ich do piekła, zanim zdążyli użyć granatu. Naszą taktyką było obserwowanie wszystkich ciał, strzelanie do nich przy najmniejszych oznakach życia i dźganie bagnetem nawet tych, którzy wyglądali już na zgniłych. Od tamtej pory wyszły na wierzch wszystkie nasze najniższe odruchy, żadna ze stron nie okazywała litości i nikt nie brał jeńców”

Teren w tej części zatoki dawał znaczną przewagę broniącym się, ponieważ był poprzecinany licznymi dolinami strumieni, które spowalniały ruch, a grzbiety między nimi zasłaniały linie ostrzału. Przez cały dzień 3 września 2/9. batalion piechoty napotkał znaczny opór; w jednym starciu, które miało miejsce około południa wzdłuż strumienia na zachód od Elevada Creek, stracił 34 zabitych i rannych, gdy ci próbowali przedrzeć się przez potok. Pod ciągłym ostrzałem z karabinu maszynowego, dwa plutony szturmowe wycofały się przez potok, podczas gdy elementy innej wspierającej kompanii ruszyły na północną flankę. Jednak rozpoczynając swój atak w tamtym miejscu, Australijczycy odkryli, że Japończycy wycofali się, pozostawiając około 20 zabitych.
Następnie 2/9. batalion posunął się o dalsze 460 metrów, docierając do Zatoki Sandersona, gdzie zdecydował się zostać na noc. Tej nocy japońskie okręty ponownie ostrzelały australijskie pozycje na północnym brzegu zatoki, ale nie spowodowały żadnych strat wśród obrońców.
4 września australijskie natarcie kontynuowano, ponieważ 2/9. batalion przesunął się w górę wybrzeża po obu stronach trasy przybrzeżnej. Po około godzinie, wysunięta kompania zajęła japońską pozycję obronną pod Goroni. Przez cały dzień Australijczycy pracowali nad oskrzydleniem pozycji przed rozpoczęciem ataku o 15:15. Podczas tej akcji jedna z sekcji 2/9. batalionu była powstrzymywana ogniem z trzech japońskich stanowisk karabinów maszynowych. Kpr. John French rozkazał pozostałym żołnierzom swojej sekcji schować się, zanim sam nie zaatakował i nie uciszył dwóch karabinów maszynowych granatami. Następnie French ostrzelał trzecią pozycję pistoletem maszynowym Thompson. Japoński ostrzał ustał, a sekcja australijska ruszyła dalej, aby stwierdzić, że strzelcy kaemów zostali zabici, a French zginął tuż przed trzecią pozycją. Został pośmiertnie odznaczony Krzyżem Wiktorii za „chłodną odwagę i lekceważenie własnego bezpieczeństwa”, co „uratowało członków jego sekcji przed ciężkimi stratami i umożliwiło pomyślne zakończenie ataku”. Pod koniec dnia 4 kwietnia siły japońskie w Zatoce Milne’a liczyły już tylko 50 w pełni sprawnych żołnierzy; wszyscy pozostali, którzy przeżyli, byli albo ranni, albo mogli stawić tylko symboliczny opór. Ponadto dowódcy wszystkich japońskich kompanii zginęli, a spośród dowódców plutonów pozostało przez życiu tylko trzech lub czterech.

### Japoński odwrót
Po walkach 31 sierpnia siły japońskie na lądzie zgłosiły raport sytuacyjny do swojej kwatery głównej w Rabaulu. W odpowiedzi planowano wysłać Oddział Aoba, który składał się z 4 Pułku Piechoty Armii Cesarskiej i kompanii artyleryjskiej do Rabi w celu zajęcia lotniska. Jednak planowano ich przybycie dopiero 11 września, dlatego w międzyczasie planowano wzmocnić ludzi Yano 130 żołnierzami z 5. batalionu Yokosuka Piechoty Morskiej. Podjęto nieudaną próbę desantowania tych wojsk 2 września, a następnie ponownie 4 września. Jednak do tego czasu, gdy japońska kwatera główna otrzymała kolejne raporty, stało się jasne, że wojska Yano nie będą w stanie wytrzymać, dopóki nie nadejdzie Oddział Aoba. W rezultacie 5 września japońskie naczelne dowództwo wydało rozkaz wycofania się. Większość ocalałych żołnierzy sił desantowych została ewakuowana tego wieczora.
W międzyczasie 6 Beaufortów z 100 Dywizjonu RAAF przybyło do zatoki Milne 5 września. Następnego dnia dołączyły do nich dodatkowe trzy Beaufightery z 30 Dywizjonu RAAF, który jako pierwszy używał bojowo tego samolotu. Zadaniem Beaufortów było zapewnienie dodatkowego wsparcia przeciwko siłom powietrznym i podejmowanie działań przeciwdziałających wysyłaniu przez Japończyków posiłków. 6 września natarcie aliantów dotarło do głównego obozu japońskich sił desantowych, tocząc po drodze szereg pomniejszych akcji przeciwko niewielkim grupom, które pozostały w zatoce po ewakuacji.

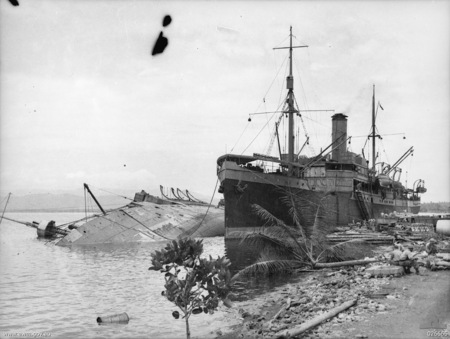
„Anshun” leżący na burcie w Zatoce Milne’a, 1942

6 września tuż po 22:00, gdy frachtowiec „Anshun” wyładowywał ładunek, oświetlając pirs własnymi światłami, port znalazł się pod ostrzałem japońskiego krążownika „Tenryū” i niszczyciela „Arashi”. „Anshun” otrzymał około dziesięciu trafień z krążownika i przewrócił się na prawą burtę. Japońskie okręty ostrzeliwały również pozycje nadbrzeżne pod Gili Gili i Waga Waga, a także oświetliły, ale nie zaatakowały statku szpitalnego „Manunda”, który podświetlił znaki i światła zarezerwowane w prawie międzynarodowym dla statków szpitalnych. Następnej nocy dwa japońskie okręty wojenne – krążownik i niszczyciel – ostrzeliwały pozycje Australijczyków, powodując szereg ofiar, przez 15 minut przed opuszczeniem zatoki; był to ich ostatni akt udziału w tej bitwie. Podczas operacji oczyszczania, która nastąpiła później, patrole wojsk australijskich wytropiły i zabiły pewną liczbę żołnierzy japońskich, którzy próbowali przedostać się drogą lądową do Buna.
350 żołnierzy japońskich, którzy utknęli na Wyspie Goodenough’a po zniszczeniu ich barek 24 sierpnia, zostało uratowanych dopiero pod koniec października. Próba ich ewakuacji 11 września zakończyła się niepowodzeniem, gdy dwa niszczyciele przydzielone do tej misji zostały zaatakowane przez samoloty USAAF, co doprowadziło do utraty jednego z nich – „Yayoi”. Dwie kolejne próby uratowania tych sił w dniach 13 i 22 września również się nie powiodły, chociaż na Wyspę Goodenough’a zrzucono z powietrza zaopatrzenie. Okręt podwodny dostarczył dalsze zaopatrzenie i ewakuował 50 chorych żołnierzy 3 i 13 października. W ramach przygotowań do ataku na Buna i Gona 2/12. batalionowi piechoty przydzielono zadanie zabezpieczenia Wyspy Goodenough’a 19 października. Batalion wylądował na wyspie trzy dni później. Seria małych starć w dniach 23 i 24 października kosztowała australijskie siły 13 zabitych i 19 rannych, a Japończyków 20 zabitych i 15 rannych. Pozostałe oddziały japońskie zostały ewakuowane przez dwie barki na pobliską Wyspę Fergussona w nocy 24 października, a lekki krążownik „Tenryū” uratował ich dwa dni później. Po zabezpieczeniu wyspy 2/12. batalion rozpoczął prace nad budową lotniska Vivigani na wschodnim wybrzeżu.

## Następstwa

### Rozwój bazy

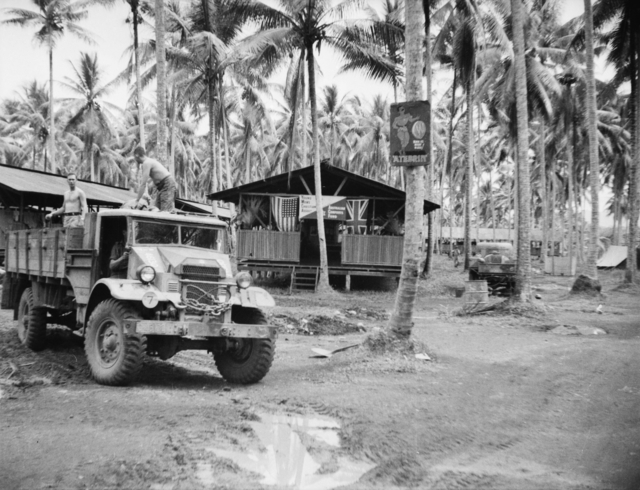
Ciężarówka zaopatrzeniowa pod kantyną w Milne Bay Base Sub Area, 1944

Alianci kontynuowali rozbudowę bazy w Zatoce Milne’a w celu wsparcia kontrofensywy na północnym wybrzeżu Nowej Gwinei. 21 kwietnia 1943 roku amerykańska baza została przemianowana na US Advanced Sub Base A, 14 sierpnia na US Advance Base A i wreszcie 15 listopada na US Base A. Jej australijski odpowiednik, Milne Bay Base Sub Area, został utworzony 14 czerwca 1943 roku. W celu ochrony bazy przed zagrożeniem z morza zostały dostarczone dwa 155-milimetrowe działa przybrzeżne z reflektorami. Zbudowano nowe drogi, a istniejące zmodernizowano, aby były przejezdne także w złych warunkach pogodowych. O tym jakie stanowiły one wyzwanie świadczy rekord meteorologiczny ustanowiony 29 kwietnia 1944 roku, kiedy w ciągu 24 godzin spadło 610 mm deszczu. Do czerwca 1944 roku w okolicy było już ponad 160 km dróg.
Drugi pas startowy o nawierzchni bitumicznej został wybudowany tuż przy pierwszym na lotnisku nr 1 przez nr 6 Dywizjon Zakładów Mobilnych RAAF, po czym pierwotny pas startowy był używany tylko w sytuacjach awaryjnych i do kołowania. Rozstawiono pole minowe wokół lądowiska nr 3 i ukończono tam pas startowy oraz miejsca postojowe dla 70 średnich bombowców. Nowe nabrzeże, znane jako „nabrzeże Lilesa” od nazwiska amerykańskiego inżyniera, który nadzorował jego budowę, zostało zbudowane we wrześniu i październiku 1942 roku. Było ono zdolne do obsługi statków typu Liberty. Odtąd statki mogły płynąć do Zatoki Milne’a bezpośrednio ze Stanów Zjednoczonych, zmniejszając presję na australijskie porty i oszczędzając dwa lub trzy dni żeglugi, oprócz czasu potrzebnego wcześniej na rozładunek, a następnie przeładunek na mniejsze statki w tych portach. Kutry torpedowe typu PT stacjonowały w Zatoce Milne’a od grudnia 1942 roku, ze stacją remontową kutrów PT, bazą niszczycieli, strefą przeładunkową i postojową, a także szpitalem stacyjnym.
14 kwietnia 1943 roku aliancka baza została zaatakowana przez 188 japońskich samolotów podczas japońskiej ofensywy powietrznej I-Go. Obrona przeciwlotnicza bazy była ograniczona, ale znajdowały się w niej 24 Kittyhawki RAAF-u, gotowe, aby odpowiedzieć na atak. Niewielkie szkody zostały wyrządzone w składach zaopatrzenia wokół lotnisk, jeden brytyjski motorowiec, „Gorgon”, został uszkodzony, a „Van Heemskerk”, holenderski transportowiec przewożący wojska amerykańskie, zatopiony. Co najmniej trzy australijskie samoloty zostały zestrzelone, podczas gdy Japończycy stracili siedem samolotów. Później Zatoka Milne’a była wykorzystywana jako baza przed desantem na Lae we wrześniu 1943 roku i kampanii o Nową Brytanię w grudniu tego samego roku. Baza w Zatoce Milne’a działała do końca wojny.

### Zbrodnie wojenne
Podczas australijskiego kontrataku nacierające wojska znalazły dowody na to, że Japończycy popełnili szereg zbrodni wojennych w Zatoce Milne’a, w szczególności egzekucje jeńców wojennych i cywilów. Żaden z 36 żołnierzy australijskich schwytanych przez Japończyków w tej bitwie nie przeżył. Uznano, że wielu z nich zostało straconych, a na niektórych ciałach widać było również ślady tortur. Ponadto co najmniej 59 cywilów zostało zamordowanych pomiędzy 25 sierpnia a 6 września. Znalazła się wśród nich pewna liczba papuaskich kobiet, które były napastowane seksualnie przed śmiercią. Zbrodnie wojenne popełnione w Zatoce Milne’a zaostrzyły stosunek australijskich żołnierzy do wojsk japońskich do końca wojny. Historyk Mark Johnston napisał, że „nieustanne zabijanie Japończyków przez Australijczyków wtedy i później miało swe przyczyny zarówno w naturalnej chęci do odwetu, jak i w zemście za japońskie okrucieństwa i pogłoski o znęcaniu się nad jeńcami wojennymi”.
Później australijski minister spraw zagranicznych, dr Herbert Vere Evatt, zlecił Williamowi Webbowi sporządzenie raportu na temat zbrodni wojennych popełnionych przez Japończyków. Webb zebrał zeznania dotyczące incydentu w Zatoce Milne’a od obecnych członków sił alianckich i wykorzystał je jako część swojego raportu. W 1944 roku przekazano go Komisji Narodów Zjednoczonych ds. Zbrodni Wojennych, powołanej przez aliantów na podstawie Deklaracji moskiewskiej. Dowody na temat zbrodni przedstawiono 2 stycznia 1947 roku w Międzynarodowym Trybunale Wojskowym dla Dalekiego Wschodu w Tokio, ale żaden japoński żołnierz nie został nigdy oskarżony o zbrodnie popełnione podczas walk w Zatoce Milne’a.

### Rezultaty bitwy
Australijczycy oszacowali japońskie straty na od ok. 700 do 750 zabitych w akcji, a japońskie źródło podało liczbę 625 poległych. Spośród 1943 japońskich żołnierzy, którzy wylądowali w zatoce Milne, okręty japońskiej 18 Dywizjonu Krążowników zdołały ewakuować 1318, w tym 311 rannych. Australijczycy stracili 373 żołnierzy, z których 167 zginęło lub zaginęło w akcji. Siły amerykańskie straciły 14 zabitych i kilku rannych.
Chociaż straty alianckie podczas bitwy były niewielkie, po bitwie o Zatokę Milne’a nawiedziła epidemia malarii, która stanowiła równie wielkie zagrożenie dla bazy, jak japoński atak. Ponad jedna szósta żołnierzy Milne Force, w tym ich dowódca, zapadła na tę chorobę. Zachorowalność na malarię wzrosła we wrześniu do 33 przypadków na 1000 osób tygodniowo, a w grudniu do 82 na 1000 osób. W takim tempie całość tych sił mogła zostać unieszkodliwiona w ciągu kilku miesięcy. Stanowiło to ogromne obciążenie dla jednostek medycznych i logistycznych, dostarczających leki przeciwmalaryczne. Główny patolog Sił Nowej Gwinei, ppłk Edward Ford udał się do Blameya, który teraz osobiście dowodził Siłami Nowej Gwinei i powiedział mu, że aby zapobiec katastrofie, w Zatoce Milne’a jest pilnie potrzebnych tysiąc lekarzy i pielęgniarzy oraz duża ilość środków przeciwmalarycznych. Blamey osobiście zainteresował się tą sprawą. Przyspieszył dostawy zaopatrzenia i udostępnił wymagany personel. Pojawienie się dużych ilości atebryny pozwoliło na zastąpienie chininy tym skuteczniejszym lekiem. Zachorowalność na malarię znacznie spadła po grudniu, miesiącu, w którym atebryna stała się oficjalnym australijskim lekiem profilaktycznym, a do marca 1943 roku kryzys minął. Po tym, zachorowalność na malarię wśród garnizonu Zatoki Milne’a była podobna jak w innych bazach na Nowej Gwinei.
Strategicznie, w wyniku walk wokół Zatoki Milne’a, japońskie operacje w regionie zostały ograniczone. Klęska uniemożliwiła im ominięcie akcji opóźniającej, którą Australijczycy prowadzili na szlaku Kokoda. Zatoka Milne’a pokazała granice japońskich możliwości ekspansji przy użyciu stosunkowo niewielkich sił w obliczu coraz większej koncentracji wojsk alianckich i wsparcia powietrznego. Japońscy dowódcy zostali następnie zmuszeni do zmiany planów w regionie, skupiając się na odparciu sił amerykańskich, które wylądowały na Guadalcanalu, jednocześnie utrzymując mniejsze siły wokół Buna–Gona, pod dowództwem gen. Tomitarō Horii. Po spodziewanym odparciu inwazji na Guadalcanal planowali wzmocnić siły Horiiego i rozpocząć ożywiony atak na Australijczyków w okolicach Port Moresby. Ostatecznie kolejne porażki pod Buna–Gona i na Guadalcanalu nie pozwoliły im na realizację tych planów, ponieważ alianci zdobyli przewagę w regionie pod koniec 1942 roku, a Japończycy zostali zmuszeni do wycofania się na północne wybrzeże Nowej Gwinei. W następstwie bitwy alianci zdobyli również dużą ilość informacji wywiadowczych, co umożliwiło ich planistom lepsze zrozumienie mocnych i słabych stron Japończyków oraz ich wyposażenia. Bitwa pokazała również, że australijska milicja była skuteczną siłą bojową.
Najbardziej znaczącym rezultatem był jednak wpływ, jaki zwycięstwo wywarło na morale żołnierzy alianckich w innych rejonach Azji i Pacyfiku, zwłaszcza tych na szlaku Kokoda, oraz wojsk brytyjskich walczących w Birmie. Chociaż Japończycy wcześniej ponieśli drobne, lokalne porażki, takie jak te wokół Changsha w Chinach, a także pierwsze lądowanie na Wake, czy bitwa o Tenaru na Guadalcanalu, działania te, w przeciwieństwie do Zatoki Milne’a, nie zakończyły się całkowitym odwrotem Japończyków i zaniechaniem kampanii. Zwycięstwo aliantów w Zatoce Milne’a stanowiło zatem pierwszą „pełną porażkę [Japończyków] na lądzie”.

Jak komentował to wydarzenie brytyjski feldmarszałek William Slim: 

Pomogła nam również bardzo radosna wiadomość, która teraz do nas dotarła i z której, jako materiał do podwyższenia morale, zrobiłem wielki użytek. Australijscy żołnierze w Zatoce Milne’a na Nowej Gwinei zadali Japończykom pierwszą, niepodważalną porażkę na lądzie. Jeżeli Australijczycy, w warunkach bardzo podobnych do naszych, zrobili to, oznaczało to, że my też mogliśmy. Niektórzy z nas mogą zapomnieć, że ze wszystkich aliantów to australijscy żołnierze jako pierwsi złamali mit o niezwyciężoności armii japońskiej; ci z nas, którzy byli w Birmie, powinni o tym pamiętać”

W Australii pierwszą publiczną reakcją na to zwycięstwo był ostrożny optymizm. Artykuł w „The Canberra Times” z początku września 1942 roku nazwał zwycięstwo „krzepiącą niespodzianką” i podkreślając ten przykład jako zapowiedź przyszłego sukcesu sił australijskich w regionie, wskazał również na to, że zadanie, które stoi przed Australijczykami na Nowej Gwinei, pozostaje „głównym problemem”. Jednak przede wszystkim podkreślał znaczenie morale w odwracaniu losów wojny, opisując je jako „pomost, który musi unieść cały ogromny i skomplikowany wysiłek zmierzający do zwycięstwa”. Inny artykuł, który ukazał się w „The West Australian” w tym samym czasie, jednocześnie przygotowując australijską opinię publiczną do zaciętych walk, które miały nastąpić na Nowej Gwinei, okrzyknął zwycięstwo w Zatoce Milne’a jako „punkt zwrotny”, które sygnalizowało koniec „kampanii straży tylnej” i rozpoczęcie ofensywy aliantów w regionie.
Wśród zwykłych żołnierzy australijskich wiadomość o zwycięstwie pomogła rozwiać wyobrażenie o niezwyciężoności żołnierza japońskiego, które rozwinęło się po porażkach z początku 1942 roku i które wpływało na planowanie działań bojowych przez aliantów, aż do tego momentu. Niektóre z tych poglądów przetrwały aż do końca wojny, ale wieści o Zatoce Milne’a pozwoliły niektórym żołnierzom zracjonalizować wcześniejsze pasma zwycięstw japońskich żołnierzy jako wynik konkretnych czynników, takich jak przewaga liczebna, które można było przezwyciężyć, a nie opierały się na niematerialnych cechach japońskiego żołnierza, które nie byłyby tak łatwe do przezwyciężenia. Po tej bitwie wśród aliantów pojawiło się „poczucie, że koło fortuny się kręci” i chociaż dowódcy tacy jak Blamey podkreślali trudności, które ich jeszcze czekają, pojawiło się poczucie pewności co do ostatecznego zwycięstwa. MacArthur ostrzegł Departament Wojny, że sukces można przypisać dobremu wywiadowi, którego praca pozwoliła skoncentrować przeważające siły w Zatoce Milne’a i że czynnik ten może się więcej nie powtórzyć.
Po wojnie Australian Army upamiętniła bitwę, przyznając szeregowi jednostek, które brały w niej udział, odznaki bojowe nazwane „Milne Bay”. Wybrane jednostki to 9., 25., 61., 2/9., 2/10. i 2/12. batalion piechoty. Dwie eskadry myśliwskie RAAF, które brały udział w walkach, zostały również wyróżnione przez australijskie dowództwo za ich rolę w bitwie. Rowell stwierdził: „Akcja 75 i 76 Dywizjonów RAAF pierwszego dnia [bitwy] była prawdopodobnie czynnikiem decydującym [o zwycięstwie]”, pogląd ten gen. Clowes zatwierdził w swoim własnym raporcie.